# Ajuga pyramidalis
L'iva piramidale (nome scientifico Ajuga pyramidalis L., 1753) è una pianta appartenente alla famiglia delle Lamiaceae. chiamata comunemente anche bugola piramidale.

## Etimologia
Il nome generico (ajuga) deriva dal latino. Si tratta di una parola composta da due termini: "a" che significa negazione, privazione e "jugum" che significa "giogo". Probabilmente il nome vuole indicare l'assenza del labbro superiore nella corolla (altrimenti presente in altri generi delle labiate). Altri autori comunque danno etimologie diverse (vedi la voce del genere). ll nome specifico pyramidalis (= piramidale, piramide) è stato dato in riferimento alla forma della sua infiorescenza.
Il nome scientifico della specie è stato definito per la prima volta da Carl von Linné (1707 – 1778) biologo e scrittore svedese, considerato il padre della moderna classificazione scientifica degli organismi viventi, nella pubblicazione "Species Plantarum - 2: 561" del 1753.

## Descrizione

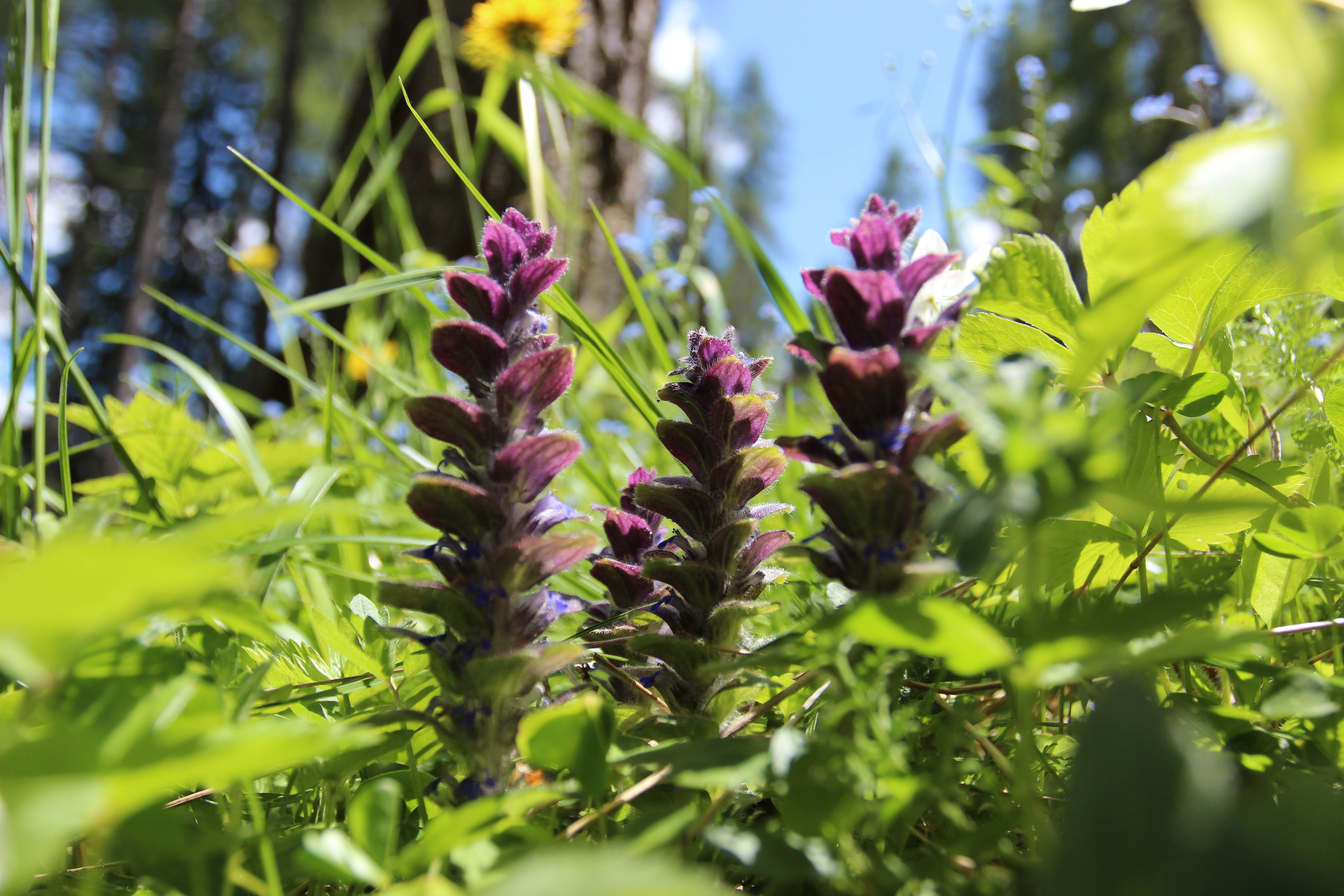
Habitus e Habitat

Queste piante sono alte da 5 a 30 cm. La forma biologica è emicriptofita scaposa (H scap), ossia in generale sono piante erbacee, a ciclo biologico perenne, con gemme svernanti al livello del suolo e protette dalla lettiera o dalla neve e sono dotate di un asse fiorale eretto e spesso privo di foglie. Tutte le piante sono fortemente aromatiche (sono presenti delle ghiandole contenenti oli eterici). Queste piante inoltre sono prive di stoloni.

### Radici
Le radici sono del tipo fascicolato (fittonanti).

### Fusto
La parte aerea del fusto è eretta con superficie striata e arrossata, ricoperta da peli patenti o riflessi soprattutto nella metà superiore; la sezione è tetragona. 

### Foglie

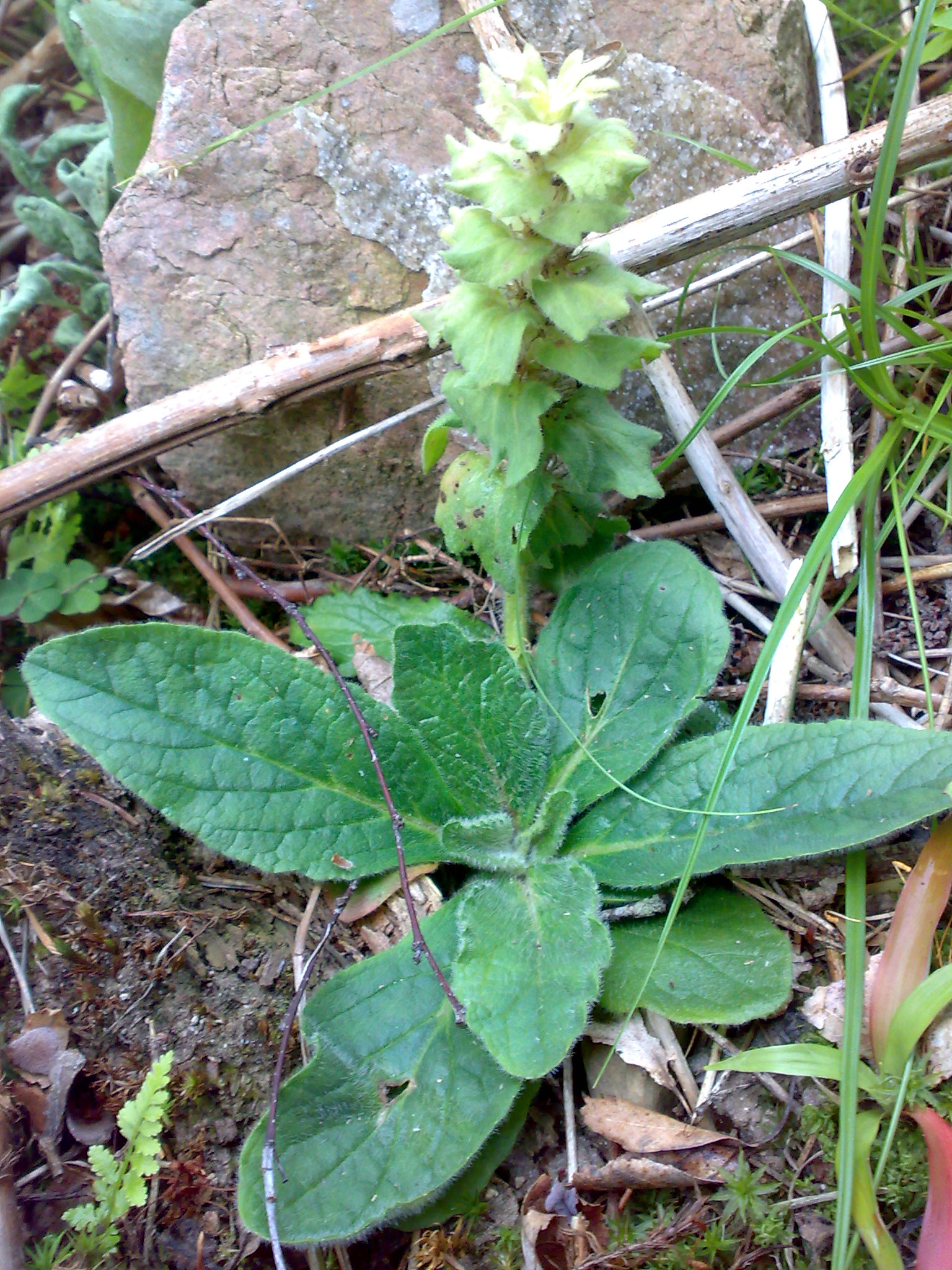
La rosetta basale

Le foglie si dividono in basali e cauline e in genere sono minutamente pubescenti e colorate giallo-verdastro. Le foglie basali sono picciolate, disposte in modo opposto e hanno la lamina a forma spatolata e sono persistenti. Le foglie cauline sono subsessili con lamina a forma ellittica con 3 - 4 denti ottusi per lato; in genere sono 1,5 - 2 volte più lunghe che larghe; sono inoltre progressivamente e regolarmente ridotte verso l'apice (la pianta è a portamento piramidale). Dimensione delle foglie basali: larghezza 1,2 – 2 cm; lunghezza 4 – 6 cm. Dimensione delle foglie cauline: larghezza 2 – 3 cm; lunghezza 4 – 6 cm.

### Infiorescenza

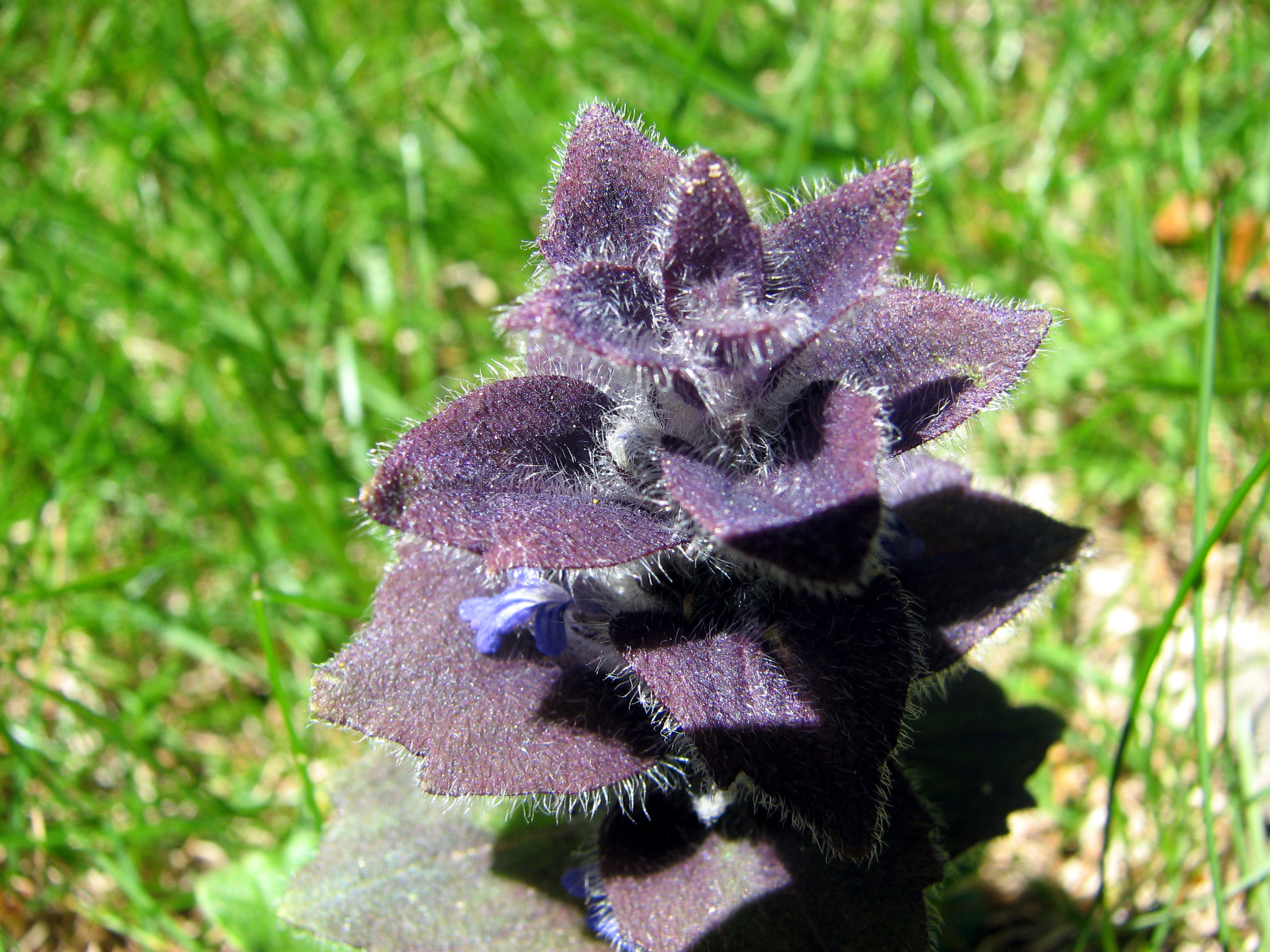
Infiorescenza

Le infiorescenze sono delle spighe (o spicastri) formate da verticillastri composti di fiori e brattee sovrapposti. Le brattee hanno delle forme obovate, spesso con il contorno lobato. Tutte le brattee sono più grandi dei fiori e colorate di violaceo. 

### Fiore

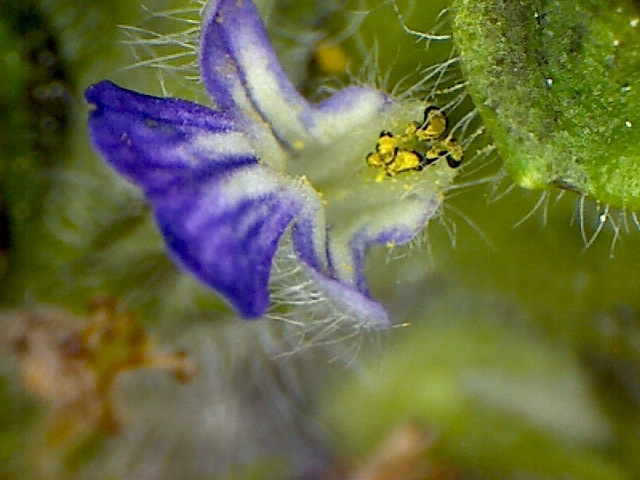
Il fiore

I fiori sono ermafroditi, zigomorfi, tetrameri (4-ciclici), ossia con quattro verticilli (calice – corolla - androceo – gineceo) e pentameri (5-meri: la corolla e il calice sono a 5 parti). Lunghezza del fiore: 10 – 18 mm.
- Formula fiorale: per questa pianta viene indicata la seguente formula fiorale:

X, K (5), [C (2+3), A 2+2] G (2), (supero), drupa
- Calice:il calice è gamosepalo (la base del calice è un tubo) con cinque denti lesiniformi lunghi quanto il tubo; il tipo di calice è più o meno attinomorfo. Lunghezza del calice 5 – 8 mm.
- Corolla: la corolla, con parte basale a forma più o meno cilindrica, è gamopetala con apici lobati. Il tipo di corolla è pseudobilabiata (zigomorfa) con labbro superiore atrofizzato o mancante e ridotto a due denti e quello inferiore a tre lobi con lobo centrale a sua volta bilobo. Il colore è celeste.[10]. Il tubo corollino internamente è provvisto di un anello di peli. Lunghezza della corolla: 15 – 17 mm; lunghezza del tubo: 9 mm. Lunghezza del labbro inferiore: 7 mm.
- Androceo: l'androceo possiede quattro stami didinami, due grandi e due piccoli e tutti fertili (un quinto stame posteriore è sempre abortito). I filamenti, glabri, sono adnati alla corolla. Gli stami sono parzialmente sporgenti dal tubo corollino. Le teche sono del tipo da divergenti a divaricate (confluiscono nella zona della deiscenza). I granuli pollinici sono del tipo tricolpato o esacolpato.
- Gineceo: l'ovario è supero (o semi-infero[13]) formato da due carpelli saldati (ovario bicarpellare) ed è 4-loculare per la presenza di falsi setti. La placentazione è assile. Gli ovuli sono 4 (uno per ogni presunto loculo), hanno un tegumento e sono tenuinucellati (con la nocella, stadio primordiale dell'ovulo, ridotta a poche cellule).[14] Lo stilo inserito alla base dell'ovario (stilo ginobasico) è del tipo filiforme bifido; gli stigmi (sono due) sono semplici. Il nettario è abbondante.
- Fioritura: da (aprile) maggio a luglio (agosto).

### Frutti
I frutti sono drupe, racchiuse dal calice persistente, composte da 4 nucule (tetrachenio). I semi sono minuti e provvisti di endosperma (a volte scarso).

## Riproduzione
- Impollinazione: l'impollinazione avviene tramite insetti (impollinazione entomogama) tipo ditteri, imenotteri e raramente lepidotteri.
- Riproduzione: la fecondazione avviene fondamentalmente tramite l'impollinazione dei fiori (vedi sopra).
- Dispersione: i semi cadendo a terra sono dispersi soprattutto da insetti tipo formiche (disseminazione mirmecoria).

## Distribuzione e habitat

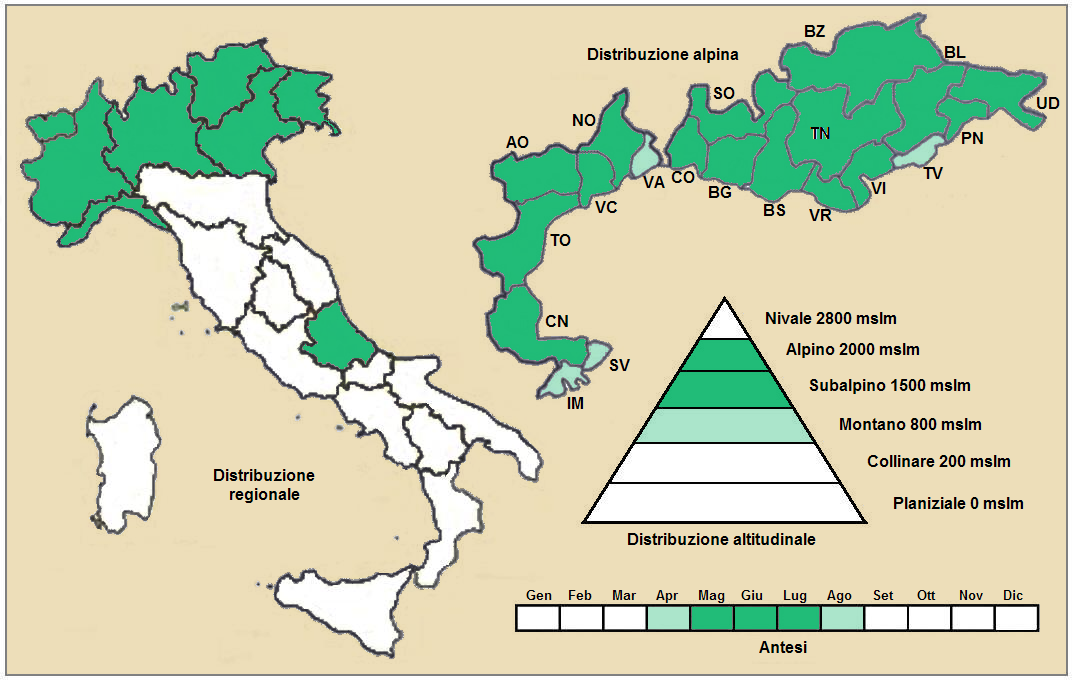
Distribuzione della pianta
(Distribuzione regionale – Distribuzione alpina)

- Geoelemento: il tipo corologico (area di origine) è Orofita Europeo-Caucasico (Subatlantico).
- Distribuzione: in Italia è una specie comune e si trova al Nord e un areale disgiunto negli Abruzzi. Nelle Alpi è altrettanto comune su entrambi i versanti. Sugli altri rilievi europei collegati alle Alpi si trova nella Foresta Nera, Vosgi, Massiccio Centrale, Pirenei, Monti Balcani e Carpazi.[16] Nel resto dell'Europa è più o meno ovunque presente.[17]
- Habitat: l'habitat tipico sono i prati aridi, le praterie rase anche rocciose, le lande e i popolamenti a lavanda. Il substrato preferito è siliceo con pH acido, bassi valori nutrizionali del terreno che deve essere mediamente umido.[16]
- Distribuzione altitudinale: sui rilievi queste piante si possono trovare da 1000 fino a 2400 m s.l.m.; frequentano quindi i seguenti piani vegetazionali: subalpino e alpino e in parte quello monatno.

### Fitosociologia
Dal punto di vista fitosociologico Ajuga pyramidalis appartiene alla seguente comunità vegetale:
Formazione: delle comunità delle praterie rase dei piani subalpino e alpino con dominanza di emicriptofite
Classe: Juncetea trifidi
Ordine: Caricetalia curvulae

## Tassonomia
La famiglia di appartenenza della specie (Lamiaceae), molto numerosa con circa 250 generi e quasi 7000 specie, ha il principale centro di differenziazione nel bacino del Mediterraneo e sono piante per lo più xerofile (in Brasile sono presenti anche specie arboree). Per la presenza di sostanze aromatiche, molte specie di questa famiglia sono usate in cucina come condimento, in profumeria, liquoreria e farmacia. Nelle classificazioni meno recenti la famiglia è chiamata Labiatae. Il genere Ajuga si compone di circa 60 specie, mezza dozzina delle quali vivono in Italia.
Il numero cromosomico di A. pyramidalis  è: 2n = 32.

### Variabilità
Per questa specie sono riconosciute le seguenti sottospecie:
- Ajuga pyramidalis subsp. meonantha (Hoffmanns. & Link) Fern.Casas - Distribuzione: dalla Francia alla Spagna.[1][19]
- Ajuga pyramidalis subsp. pyramidalis
- Ajuga pyramidalis subsp. rotundifolia (Willk. & Cutanda ex Willk.) Rivas Mart., 1971 - Distribuzione: Spagna.[17]

Da alcune Checklist la Ajuga pyramidalis subsp. rotundifolia è considerato un ibrido con la denominazione Ajuga × rotundifolia Willk. & Cutanda ex Willk., 1859.

### Sinonimi
Questa entità ha avuto nel tempo diverse nomenclature. L'elenco seguente indica alcuni tra i sinonimi più frequenti:
- Ajuga alpina Vill.
- Ajuga astolonsa  Schur
- Ajuga caespitosa  Schleich. ex Steud.
- Ajuga latifolia  Schur
- Ajuga nana  Gilib.
- Ajuga nanti  Boreau
- Ajuga pseudopyramidalis  Schur
- Ajuga pyramidalis var. alpina  Nyman
- Ajuga rupestris  Schleich. ex Steud.
- Ajuga vulgaris subsp. schurii  Rouy
- Bugula montana  Bubani
- Bugula pyramidalis  (L.) Crantz
- Bugula villosa  Steud.
- Bulga pyramidalis  (L.) Kuntze
- Teucrium pyramidale  (L.) Crantz

### Specie simili
Le varie ive della flora spontanee italiana alpina sono abbastanza simili tra di loro. Qui di seguito sono elencate le principali specie presenti nelle Alpi e più simili a quella di questa voce (la specie Ajuga chamaepitys si distingue per i fiori gialli):
- Ajuga genevensis L.: la spiga dell'infiorescenza si presenta più spaziata tra verticillo e verticillo;
- Ajuga pyramidalis L.: è meno alte delle altre specie e la spiga, più compatta, ha una forma piramidale con evidenti foglie basali; la parte inferiore del fusto (quella priva di infiorescenza) è quasi nulla;
- Ajuga reptans L.: è una pianta stolonifera; la parte inferiore del fusto (quella priva di infiorescenza) è allungata con diverse foglie cauline.

## Altre notizie
La bugola piramidale in altre lingue è chiamata nei seguenti modi:
- (DE)  Pyramiden Günsel, Berg-Günsel
- (FR)  Bugle pyramidale
- (EN)  Pyramidal bugle